# Hemiphractus johnsoni
Hemiphractus johnsoni es una especie de anfibio anuro de la familia Hemiphractidae.

## Distribución geográfica
Esta especie es endémica de Colombia. Se encuentra entre los 1350 y 1910 m sobre el nivel del mar en.
- los departamentos de Caldas y Antioquia en la Cordillera Central;
- el departamento de Huila en el lado pacífico de la Cordillera Oriental.[5]

## Etimología
Esta especie lleva el nombre en honor a R. D. O. Johnson.

## Publicación original
- Noble, 1917: The systematic status of some batrachians from South America. Bulletin of the American Museum of Natural History, vol. 37, p. 793-814[6]